# Престон
Престон (енгл. Preston) је град у Уједињеном Краљевству у Енглеској. Према процени из 2007. у граду је живело 193.215 становника.

## Становништво
Према процени, у граду је 2008. живело 193.215 становника.
| 1981.   | 1991.   | 2001.   |
| ------- | ------- | ------- |
| 166.675 | 177.660 | 184.836 |

## Партнерски градови
- Калиш
- Реклингхаузен
- Ним